# Stenen schip van Jelling

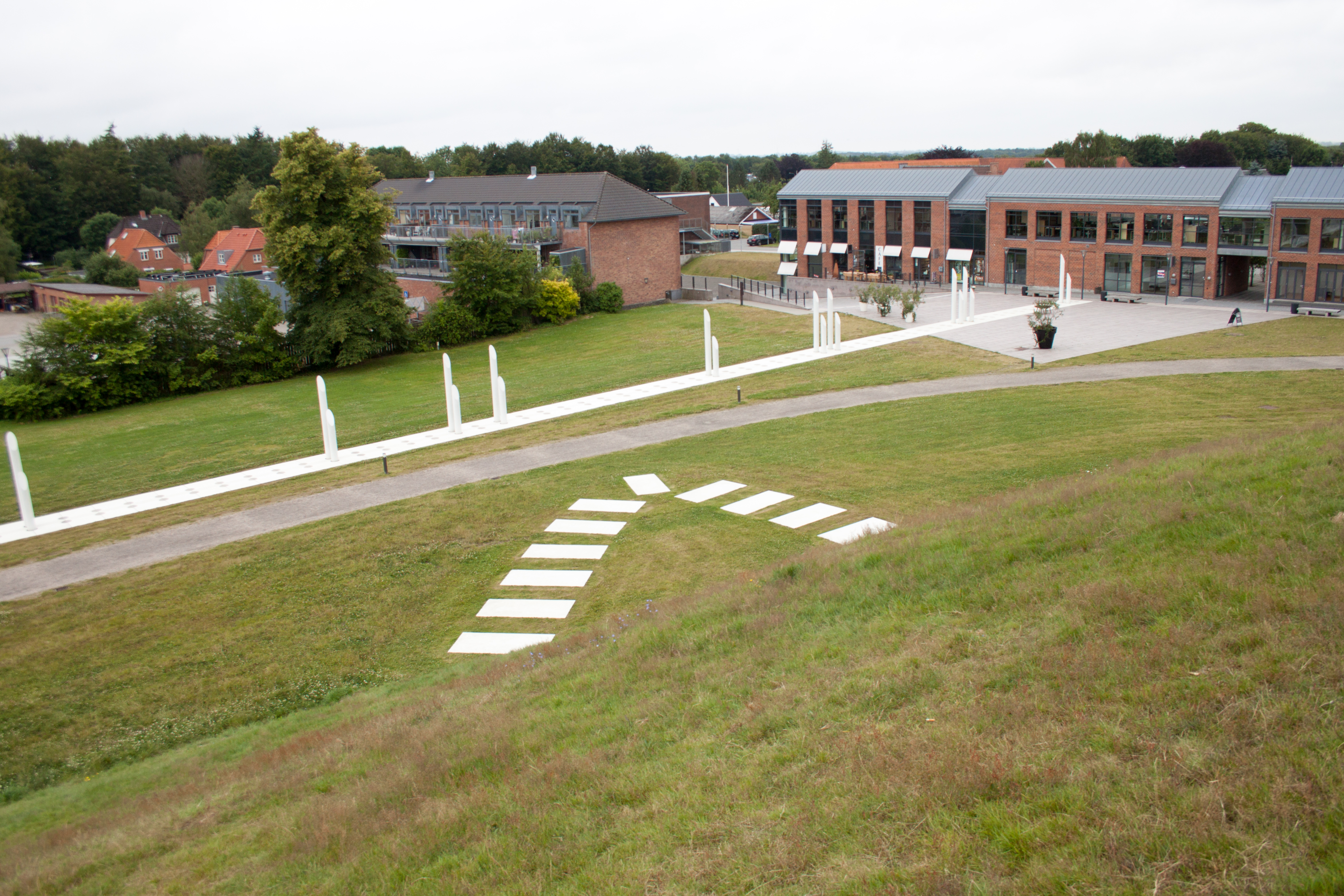
De witte driehoekvorm markeert de zuidelijke punt van het stenen schip.

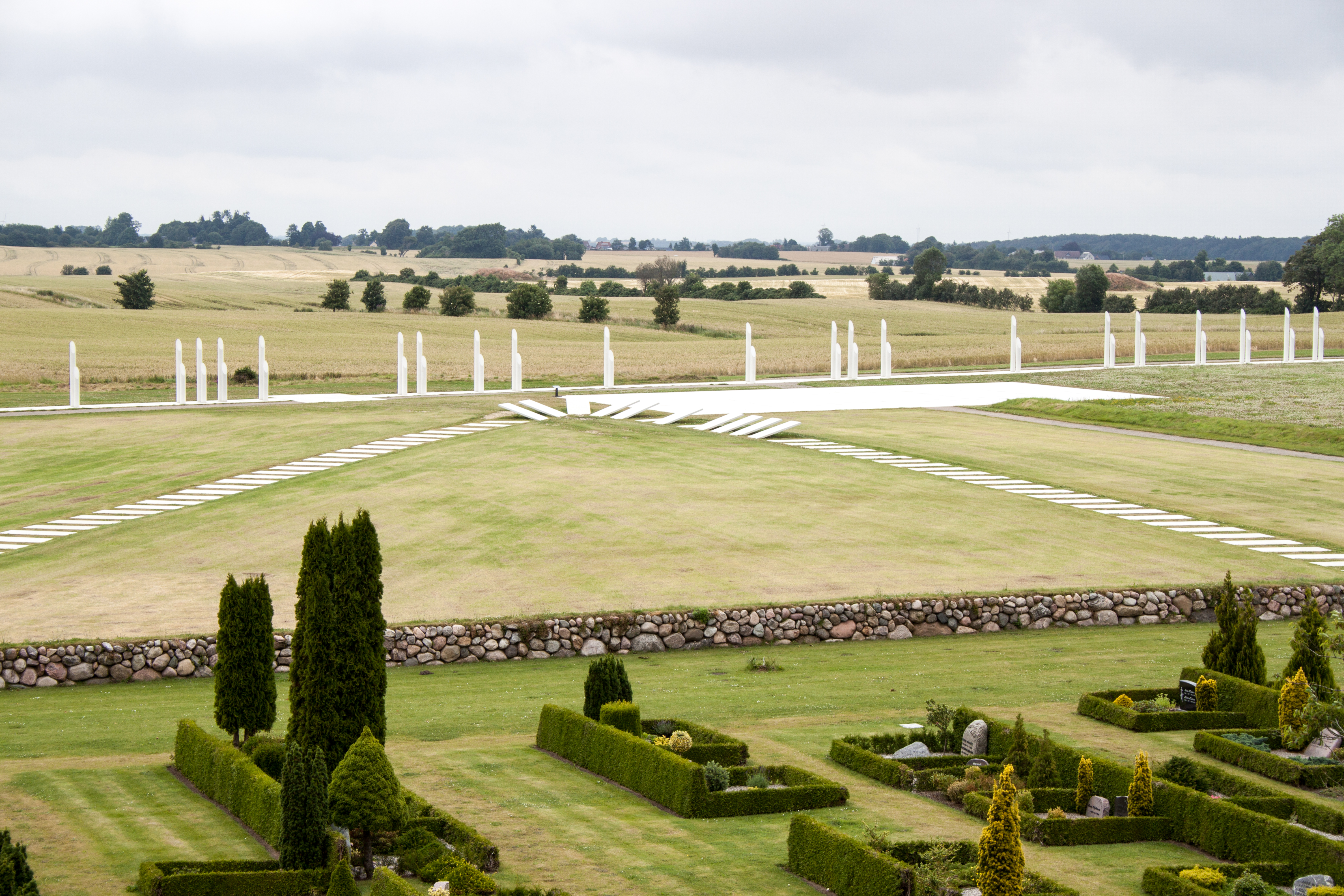
De liggende witte rechthoeken markeren de noordelijke punt van het stenen schip.

Het stenen schip van Jelling is een stenen schip in de Deense plaats Jelling in het noorden van de regio Zuid-Denemarken. 
Het stenen schip is mogelijk gebouwd in de eerste helft van de tiende eeuw door koning Gorm de Oude, de vader van Harald I van Denemarken. Het is zo'n 350 meter lang en werd aangelegd rond een kleine heuvel, waar zich nu de grafheuvel van Thyre bevindt. Men vermoedt dat de kleinste van de twee runenstenen op de site, de runensteen van Gorm, gelinkt is aan het stenen schip, omdat dit vaak ook het geval is voor andere runenstenen uit de eerste helft van de tiende eeuw. Het stenen schip is niet meer zichtbaar in het landschap en het is mogelijk dat vele stenen in de loop der jaren zijn hergebruikt voor andere doeleinden. De ligging ervan wordt in het complex wel aangegeven met witte rechthoeken.
Al in 1861 wist men dat er zich grote stenen bevonden in de zuidelijke grafheuvel, maar het was pas in 1941 dat men uitgebreide opgravingen verrichtte en ontdekte dat deze stenen in twee rijen stonden. Dit werd door Ejnar Dyggve, de leider van de opgravingen, geïnterpreteerd als de twee zijden van een groot driehoekig heilig gebied. Niet iedereen volgde deze interpretatie echter. Een kleine opgraving aan de zuidkant van de zuidelijke heuvel (de Grafheuvel van Gorm) in 1992 bracht aan het licht dat de twee zijden licht gebogen waren en dat de stenen waarschijnlijk deel uitmaakten van een stenen schip, een idee dat eerder al was geopperd. Aanvankelijk werd gedacht dat het schip zich uitstrekte over de twee grafheuvels en zo'n 170 meter lang was. Er werden nog meer stenen ontdekt bij opgravingen in 2006 en 2007, ten noorden van de noordelijke heuvel. De stenen vormden een kleine driehoek, wat de noordelijke tip zou kunnen zijn van het stenen schip. De ontdekking bevestigde de theorie van het stenen schip, maar bracht tevens aan het licht dat het schip langer was dan eerst gedacht, namelijk zo'n 350 meter, en dat de noordelijke grafheuvel geen uiteinde is, maar in het midden van het schip ligt.